# Teknisk foul
Teknisk foul är en bestraffning i basket. En teknisk foul delas ut när en spelare, tränare eller funktionär missköter sig (till exempel inte hörsammar domarens uppmaningar eller domslut, svär, dunkar bollen i marken eller plankan efter att ha fått ett domslut emot sig). En spelare skall diskvalificeras för resten av matchen när han bestraffats med två (2) tekniska foul (regel 36.3.3). En coach utvisas automatiskt efter två eller tre teknska fouls (se mer nedanför). En teknisk foul bestraffas med ett straffkast (regel 36.4.2) utan returtagningsmöjlighet av valfri spelare följt av inkast vid sidlinjens mittpunkt.

## Tekniska fouls mot coacher
En coach kan få två typer av tekniska fouls.
Om en coach uppträder illa bestraffas han eller hon med en coachteknisk foul (betecknas C i protokollet). 
Om en avbytare eller medlem av bänkpersonalen får en teknisk foul, bestraffas coachen istället för den individuella personen. Då får coachen en bänkteknisk foul (betecknas B i protokollet).
En coach blir utvisad efter två coachtekniska fouls. Eller efter en kombination av tre coach och bänktekniska alternativt enbart bänktekniska fouls.